# 日露大競馬会
日露大競馬会（にちろだいけいばかい）とは、1909年9月にロシアのウラジオストクにおいて日本の競走馬やホースマンが多数遠征して開催された競馬のことをいう。
日本では1908年10月に馬券の発売が禁止され、競馬関係者からは資金面の不安から競馬開催の存続を危ぶむ声が上がるようになった。そこでイギリス人C・ダウンが日本にある競走資源を用いてウラジオストクで競馬を開催することを発案、神戸市に烏港競馬倶楽部を設立して遠征する競走馬およびホースマンを募り、あわせて日本人向けに競馬観戦ツアーを企画した。
競馬は9月5日から23日にかけて、間を挟んで計8日間開催され、競走馬ではスイテン、調教師では二本柳省三、騎手ではW・H・コッフェーらが活躍した。